# Złotniki (województwo świętokrzyskie)
Złotniki – wieś sołecka w Polsce, położona w województwie świętokrzyskim, w powiecie jędrzejowskim, w gminie Małogoszcz.
Do 1954 roku siedziba gminy Złotniki.
Były wsią klasztoru cystersów jędrzejowskich w województwie sandomierskim w ostatniej ćwierci XVI wieku. W latach 1975–1998 miejscowość należała administracyjnie do województwa kieleckiego.

## Integralne części wsi
| SIMC    | Nazwa       | Rodzaj    |
| ------- | ----------- | --------- |
| 0249656 | Hektary     | kolonia   |
| 0249633 | Kolonie     | część wsi |
| 0249640 | Poprzeczaki | część wsi |
| 0249662 | Pręty       | kolonia   |

## Historia
Złotniki wieś i folwark w powiecie jędrzejowskim, gminie i parafii Złotniki, odległe 13 wiorst od Jędrzejowa.
W roku 1893 wieś posiada kościół parafialny murowany, szkołę początkową, urząd gminny.
W r. 1833 Złotniki wchodziły (w tym wieś folwark i młyn) w skład dóbr rządowych Jędrzejów.
W 1827 r. było tu 40 domów 368 mieszkańców Jest to dawna osada. Wieś książęca (w części zapewne), od r. 1306 biskupia.
Złotniki wymienione są w liczbie wsi, z których dziesięciny oddawano na stół arcybiskupi. Około 1176 arcybiskup Jan przeznaczył wieś dla klasztoru jędrzejowskiego przy jego fundacji (Kod. Małop., t.II s.8,29). Arcybiskup Jan pochodził z rodu Jaksów-Gryfitów, dziedziców wsi. Ponieważ nadał klasztorowi tylko dziesięciny z łanów kmiecych, przez co można przypuszczać, iż wówczas już dwór dawał dziesięcinę miejscowemu kościołowi parafialnemu.
Z opisu Długosza wiadomo że Złotniki w połowie XV w. mają kościół parafialny drewniany, są własnością Złotkowskiego herbu Szarza, mają łany kmiece, z których dziesięcinę dawano klasztorowi jędrzejowskiemu, były tu karczmy. Zagrodnicy i folwark rycerski dawały dziesięcinę plebanowi w Złotnikach (Długosz, L. B., III, 362, 373).
Jan Łaski podaje, że na początku XVI w. istnieje w Złotnikach kościół parafialny pw. Wszystkich Świętych. Cztery wsie składające się na parafię stoją w większej części pustką. Do kościoła należą dwie role karczemne (jedna obsadzona daje czynszu 1 grzyw.) także kawał roli z obszarem dwu łanów i sześć łąk. Z tych jedna nad rzeką „Zarczyczka” ma szerokość łanu i na staję długości (Łaski, L. B., I. 578).
W r. 1540 Złotniki były wsią szlachecką, w powiecie chęcińskim, własność Złotnickich, było 6 karczem, które płaciły po pół grzywny, 2 kmieci na łanach a 7 na półłanach osiadłych, 6 1/4 półłanków pustych. Pięciu zagrodników, młyn, sadzawkę, dwór, folwark, 2 karczmy plebana płaciły po 1 grzywnie czynszu, były też lasy, łąki, zagajniki. Mostowe płacono po 2 denary. Ogólna wartość wraz z wsią Kanice szacowana na 908 grzywien (Pawiński, Kod. Małopolski, s. 272, s.564).
Znaczna liczba karczem (8) i pobór mostowego wskazują, iż wieś miała w XVI wieku charakter dużego targowiska.
Na miejscu dawnego z drewna, podupadłego już kościoła wzniósł ksiądz Aleksander Denhoff, opat jędrzejowski, nowy murowany w r. 1666.
Rubrycele kościelne oznaczają datę erekcji parafii na r. 1595. Być może, iż kościół uległ profanacji (w okresie 1595–1666) w czasie szerzenia się reformacji i że nastąpiła nowa konsekracja a może i nowe uposażenie ogołoconego z funduszów kościoła.
W 1841 kościół został gruntownie odrestaurowany. Złotniki jako parafia podlegają dekanatowi jędrzejowskiemu w parafii było 1647 dusz.
Złotniki gmina, należy do sądu gminnego okręgu IV we wsi Brzegu, urząd pocztowy najbliżej w Małogoszczu. Gmina posiadała 11732 mórg obszaru i 3231 mieszkańców. Wśród zapisanych do ksiąg ludności osiadłej było 66 żydów.

## Zabytki
Kościół pw. Wszystkich Świętych, wzniesiony w 1666 r., wpisany do rejestru zabytków nieruchomych (nr rej.: A.117 z 8.01.1957 i z 11.02.1967).

## Wydarzenia
W Złotnikach został ochrzczony Stanisław Konarski urodzony w Żarczycach 30 września 1700 roku o czym świadczy metryka wystawiona przez tutejszy kościół, rodzicami chrzestnymi byli Teofil Komornicki i Zofia Czermińska kasztelanka Zawichostska.